# Lingulabotys nubilinea
Lingulabotys nubilinea is een vlinder uit de familie van de grasmotten (Crambidae). De wetenschappelijke naam van deze soort is voor het eerst voorgesteld als Pilocrocis nubilinea door George Thomas Bethune-Baker in een publicatie uit 1909.
De soort komt voor in Kameroen en Congo-Kinshasa.